# Polwatte Buddhadatta Mahanayake Thera
Buddhadatta Mahanayake Thera (A. P. Buddhadatta) (1887 – 1962) monje budista y profesor de filosofía en la Universidad Vidyalankara. En 1954, fue el primer monje de Sri Lanka galardonado como Agga Maha Pandita por Birmania (Myanmar). Escribió varios libros en idioma pali y fue miembro del personal inaugural de Colegio Nalanda y miembro del Colegio Ananda.

## Obra
- Concise Pali-English Dictionary (1957)